# Da-tong Yang
Da-tong Yang, (en chinois 杨大同) est un herpétologiste chinois né en 1937.

## Quelques Taxons décrits
- Amolops bellulus
- Amolops jinjiangensis
- Amolops nepalicus
- Amolops tuberodepressus
- Brachytarsophrys platyparietus
- Bufo aspinius
- Huia sumatrana
- Ingerana liui
- Kalophrynus menglienicus
- Leptobrachium ailaonicum
- Oreolalax jingdongensis
- Philautus longchuanensis
- Polypedates spinus
- Rana bannanica
- Rana tiannanensis
- Scutiger gongshanensis
- Xenophrys daweimontis